# Хвойные леса со сфагновыми болотами и клюквой
Хвойные леса со сфагновыми болотами и клюквой — государственный природный заказник (комплексный) регионального (областного) значения Московской области, целью которого является сохранение ненарушенных комплексов, их компонентов в естественном состоянии; восстановление естественного состояния природных комплексов, нарушенных рубками и осушительной мелиорацией прошлых десятилетий, поддержание экологического баланса. Заказник предназначен для:
- сохранения и восстановления природных комплексов;
- сохранения местообитаний редких видов растений, лишайников и животных.

Заказник основан в 1988 году. Местонахождение: Московская область, Волоколамский городской округ, сельское поселение Осташевское, к юго-западу от деревни Бражниково, в 300 м к северо-востоку от деревни Полёво. Заказник состоит из двух обособленных участков, разделенных территориями СНТ «Конструктор-2» и «Кварц». Общая площадь заказника составляет 940,15 га (участок № 1 (северо-восточный) — 907,89 га, участок № 2 (юго-западный) — 32,25 га). Участок № 1 заказника включает кварталы 14, 29, 37—39, 48, 49; участок № 2 заказника включает квартал 58 Осташевского участкового лесничества Волоколамского лесничества.

## Описание
Территория заказника расположена на Смоленско-Московской возвышенности юго-западнее Рузского водохранилища. Дочетвертичный фундамент территории представлен известняками и доломитами карбона.
Территория участка № 1 представлена пологоволнистой поверхностью озерно-водноледниковой равнины, осложненной западинами глубиной до 3 м, ложбинами стока шириной 100—500 м и более и невысокими (до 1—5 м) плосковершинными холмами. Поверхности равнины сложены водноледниковыми валунно-галечными песками и алевритами. На вершинах холмов сформировались покровные суглинки, а в ложбинах и западинах залегают оторфованные суглинки и супеси. Уклоны поверхностей, как правило, не превышают 1—3°. Абсолютные высоты территории участка № 1 заказника изменяются от 192 м над уровнем моря на склоне в северной окраине участка до 215 м над уровнем моря на холме в его восточной оконечности.
Незначительный по площади участок № 2 расположен на пологонаклонной поверхности равнины на абсолютных высотах 204—213 м над уровнем моря.
Поверхностный сток территории заказника направлен в реки Соколовку, Правую Педню и другие более мелкие водотоки, берущие начало в заболоченных ложбинах и западинах заказника и впадающие в Рузское водохранилище, образованное на реке Рузе (бассейн реки Москвы). На пониженных участках заказника сформировались болота всех типов, в том числе крупное верховое болото (в центральной части участка № 1). Переувлажненные территории местами освоены мелиоративными каналами шириной до 3—4 м.
Почвенный покров наиболее возвышенных участков заказника представлен дерново-подзолистыми почвами, сформировавшимися на суглинистых отложениях. При их земледельческом освоении местами образовались агрогенно-преобразованные агродерново-подзолистые почвы. На песчаных водноледниковых отложениях равнинных поверхностей образованы дерново-подзолы и агродерново-подзолы. На относительно пониженных участках с замедленным дренажем в зависимости от слагающих отложений формируются дерново-подзолистые глеевые почвы и дерново-подзолы глеевые, а также их агрогенно-преобразованные вариации — агродерново-подзолисто-глеевые и агродерново-подзолы глеевые. В ложбинах и западинах отмечаются перегнойно-глеевые почвы. На болотах сформировались торфяные олиготрофные и торфяные эутрофные почвы.

### Флора и растительность
Основными растительными сообществами, занимающими в пределах заказника наибольшую площадь, являются мелколиственно-хвойные и хвойно-мелколиственные леса с вкраплениями низинных осоково-серовейниковых, переходных осоково-сфагновых и верховых кустарничково-сфагновых болот, а также мелколиственные леса с различной степенью увлажненности и лесокультуры.
На территории участка № 1 заказника растительный покров довольно разнообразен. Здесь распространены березово-еловые и березово-сосновые леса чернично-вейниковые с зелеными мхами. Встречаются участки осиновых лесов с елью во втором ярусе и еловых с осиной, среди которых преобладают кислично-широкотравные и папоротниково-широкотравные типы; разнотравно-кисличные и сорнотравно-кисличные варианты приурочены к окраинам лесных массивов. В лесах есть участки с группами сухих елей. В лесах участка № 1, в том числе в кварталах 48, 49, 14 Осташевского участкового лесничества Волоколамского лесничества, нередко встречается печеночница благородная, занесенная в Красную книгу Московской области. Местами она имеет высокое обилие. В квартале 38 произрастает подлесник европейский, также занесенный в Красную книгу Московской области.
Осиново-еловый лес с густым (сомкнутость крон 0,9—1,0) кустарниковым ярусом из лещины разнотравно-папоротниково-кисличный сохранился в северной части участка № 1 (квартал 14).
В пределах массивов березово-еловых и березово-сосновых лесов нередки заболоченные березняки таволговые, щучково-таволговые и камышово-таволговые.
В понижениях рельефа представлены многочисленные низинные осоково-серовейниковые болота с березой пушистой, переходные осоково-сфагновые и верховые кустарничково-сфагновые болота с березой и сосной с пушицей влагалищной, вейником сероватым, багульником болотным, брусникой и клюквой болотной. На верховом болоте в квартале 38 на ветвях сосны растет уснея жестковолосатая, занесенная в Красную книгу Московской области.
Среди лесокультур преобладают по площади посадки ели и сосны редкотравные с кислицей и сорнотравьем, а в квартале 37 отмечены посадки ясеня и вяза таволгово-крапивные.
Участок № 2 окружен полями и землями СНТ. На его территории преобладают березовые, березовые с осиной и березовые с елью леса, имеются лесокультуры ели и сосны. В лесах часть елей поражена короедом-типографом и погибла. Напочвенный покров варьирует в зависимости от дренированности местообитания — в относительно сухих и свежих преобладают черника, вейник наземный и разнотравье, встречаются щучка дернистая, сныть обыкновенная, хвощ лесной, а на сырых участках доминирует таволга вязолистная.
Здесь много полян и прогалин, чаще сырых — с таволгой вязолистной, кочедыжником женским, сивцом луговым, лапчаткой прямостоячей (калганом) и другими влаголюбивыми видами.

### Фауна
Животный мир заказника отличается большим видовым богатством и репрезентативностью для соответствующих природных сообществ Московской области. Всего в заказнике отмечено 42 вида наземных позвоночных животных, из них два вида амфибий, один вид рептилий, 35 видов птиц, четыре вида млекопитающих.
Основу фаунистического комплекса наземных позвоночных животных составляют виды, характерные для хвойных и смешанных лесов средней полосы России. Низкая доля синантропных видов свидетельствует о высокой степени сохранности и целостности природного комплекса.
В границах заказника выделяются три основных зоокомплекса (зооформации): зооформация хвойных лесов; зооформация влажных мелколиственных лесов; зооформация лугово-опушечных местообитаний.
На территории заказника господствует зооформация хвойных лесов. Основными растительными сообществами, в пределах которых распространена данная зооформация, являются мелколиственно-хвойные и хвойно-мелколиственные леса с вкраплениями заболоченных березняков и болот различных типов. Данная зооформация распространена в пределах участка № 1. Основу населения здесь составляют обыкновенная бурозубка, рыжая полёвка, лось, кабан, желна, большой пёстрый дятел, пищуха, пухляк, пеночка-весничка, московка, обыкновенный поползень, ворон, певчий и чёрный дрозды, зарядка, зяблик, чиж, серая мухоловка; отмечаются трёхпалый дятел и кедровка — виды, занесённые в Красную книгу Московской области, а также вьюрок, или юрок — редкий уязвимый вид, не включённый в Красную книгу Московской области, но нуждающийся на территории области в постоянном контроле и наблюдении. Встречаются живородящая ящерица и зелёная жаба (вид, занесённый в Красную книгу Московской области).
Зооформация влажных мелколиственных лесов, представленных березовыми лесами с участием других пород, на территории заказника распространена только в пределах участка № 2 и занимает значительно меньшую площадь. В пределах данной зооформации наиболее обычны дрозды — рябинник и белобровик, большая синица, лазоревка, сойка.
По опушкам и полянам участков № 1 и 2 встречаются канюк, чёрный коршун (вид, занесённый в Красную книгу Московской области), белая трясогузка, а на территориях, примыкающих к населенным пунктам, обычны синантропные виды птиц — деревенская ласточка, серая ворона. По опушкам хвойных лесов (участок № 1) встречается бабочка адмирал (редкий и уязвимый вид, не включенный в Красную книгу Московской области, но нуждающийся на территории области в постоянном контроле и наблюдении).

## Объекты особой охраны заказника
Охраняемые экосистемы: леса — березово-еловые и сосново-еловые чернично-вейниковые, осиново-еловые кислично-папоротниково-широкотравные, пушистоберезовые влажнотравные и заболоченные; осоково-серовейниковые низинные с березой болота, переходные осоково-сфагновые и верховые кустарничково-сфагновые болота с клюквой.
Места произрастания и обитания охраняемых в Московской области, а также иных редких и уязвимых видов растений, лишайников и животных, зафиксированных в заказнике.
Охраняемые в Московской области, а также иные редкие и уязвимые виды растений:
- виды, занесенные в Красную книгу Московской области: печеночница благородная, подлесник европейский;
- виды, являющиеся редкими и уязвимыми таксонами, не включенные в Красную книгу Московской области, но нуждающиеся на территории области в постоянном контроле и наблюдении: пальчатокоренник Фукса, купальница европейская, волчеягодник обыкновенный, или волчье лыко, любка двулистная, дремлик широколистный.

Охраняемый в Московской области вид лишайников, занесенный в Красную книгу Московской области: уснея жестковолосатая.
Охраняемые в Московской области, а также иные редкие и уязвимые виды животных:
- виды, занесенные в Красную книгу Московской области: чёрный коршун, трехпалый дятел, кедровка, зелёная жаба;
- виды, являющиеся редкими и уязвимыми таксонами, не включенные в Красную книгу Московской области, но нуждающиеся на территории области в постоянном контроле и наблюдении: вьюрок, или юрок, адмирал.